# Трубецкой бастион Петропавловской крепости
Трубецко́й бастио́н — один из двух западных бастионов Петропавловской крепости в Санкт-Петербурге, обращённый в сторону Васильевского острова. С Нарышкиным бастионом его соединяет Екатерининская куртина, а с Зотовым — Васильевская куртина. Этот фланк бастиона имеет дополнительное прикрытие орудийных амбразур — орильон, в котором имелся скрытый проход — сортия. С запада бастион прикрывается Алексеевским равелином, а также полуконтргардом, с которым соединяется дамбой — батардо.

## История
Трубецкой бастион — пятиугольное фортификационное сооружение с двумя фасами и двумя фланками, возведён в 1703 году под руководством инженера В. А. Кирштенштейна, предположительно, по проекту, составленному инженером Ж. Г. Ламбером де Герэном при личном участии Петра I. Надзор за строительством укрепления осуществлял сподвижник Петра I князь Ю. Ю. Трубецкой, по имени которого бастион и получил своё название.
Первоначально, как и вся крепость, Трубецкой бастион был деревоземляным. 13 мая 1708 года в присутствии Петра I был заложен каменный бастион. Его строительство по проекту архитектора Доменико Трезини завершилось в 1709 году. В левом фасе и фланках были устроены двухъярусные казематы и потерна — туннель для безопасного сообщения между казематами. Правый фас бастиона был продолжен орильоном — выступом, защищающим его правый фланк, а под прикрытием орильона устроена потерна — потайной выход для вылазок десанта. В 1779—1785 годах по проекту инженера Р. Р. Томилова наружные эскарповые стены фасов и левого фланка облицевали гранитными плитами.

### Использование как тюрьмы
В первой четверти XVIII века казематы Трубецкого бастиона использовались как арестантские камеры Тайной канцелярии. В 1718 году здесь содержался сын Петра I царевич Алексей Петрович, обвинённый в участии в государственном заговоре. С 1724 года в бастионе располагались мастерские, склады и жилые помещения Монетного двора. В начале 1826 года часть казематов переоборудовали в камеры одиночного заключения для участников восстания на Сенатской площади 14 декабря 1825 года (Восстания декабристов). В начале XIX века бастион находился в ведении Артиллерийского ведомства, а позже в нём были размещены нижние чины Инвалидной роты крепостного гарнизона. При этом часть казематов по-прежнему использовалась для содержания узников, за бастионом закрепилось название «русская Бастилия».
В 1870—1872 годах внутренние стены бастиона и казематы разобрали. В горже по проекту инженеров К. П. Андреева и М. А. Пасыпкина построили здание одиночной тюрьмы Трубецкого бастиона, ставшее главной следственной тюрьмой России как в имперский период, так и после Февральской революции вплоть до 1918 года — после падения самодержавия тюрьма сразу же стала использоваться для изоляции политических противников революции.
В 1872—1917 годах заключенными тюрьмы были более полутора тысяч человек. В 1870—1880-х годах в тюрьме содержались революционеры-народники П. А. Кропоткин, Г. А. Лопатин, В. Н. Фигнер, А. И. Желябов, С. Л. Перовская,  Н. А. Морозов, А. И. Ульянов, М. Ф. Ветрова и многие другие, в 1890-е — 1900-е годы — эсеры Б. В. Савинков, Е. К. Брешко-Брешковская, С. В. Балмашёв, В. М. Чернов, Л. А Стуре, члены Союза борьбы за освобождение рабочего класса и РСДРПН. Э. Бауман, А. С. Шаповалов, П. Н. Лепешинский, М. А. Ольминский, З. В. Коноплянникова; в период революции 1905—1907 годов — писатель М. Горький, и другие члены депутации, протестовавшие против расстрела демонстрации 9 января 1905 г. Николаем ll, члены Петербургского Совета рабочих депутатов Л. Д. Троцкий, А. Л. Парвус также там сидела ближайшая подруга императрицы Александры Фёдоровны, Анна Александровна Вырубова, и 19 солдат лейб-гвардии Павловского полка.

### Использование в советский период
Сразу же после захвата власти большевиками в ночь с 25 на 26 октября 1917 года в тюрьму Трубецкого бастиона были доставлены арестованные в Зимнем дворце министры Временного правительства.
Тюрьма Трубецкого бастиона стала до 1922 года тюрьмой Петроградской Чрезвычайной комиссии. В этот период в ней содержались сотни заключенных: участники юнкерского восстания, члены «Союза защиты Учредительного собрания», лидеры кадетской партии, заложники времён красного террора, участники Кронштадтского восстания и другие реальные и мнимые враги большевистской власти.
В первые месяцы правления большевиков в числе заключённых были К. А. Нарышкин, В. М. Пуришкевич, В. Л. Бурцев, Н. Д. Авксентьев, А. А. Аргунов, П. Д. Долгоруков, Д. И. Шаховской, А. И. Шингарёв, Ф. Ф. Кокошкин, П. А. Сорокин, В. С. Войтинский, А. И. Вышнеградский и другие. В годы Гражданской войны Петропавловская крепость была не только политической тюрьмой, но и местом казней. По воспоминаниям И. М. Ляпина, бывшего членом районной тройки по проведению красного террора в Петрограде, Трубецкой бастион являлся «ликвидационным» местом и в нём «были заполнены все камеры теми, кто должен быть расстрелян». В воспоминаниях Д. С. Лихачёва, в дневнике З. Н. Гиппиус имеются упоминания о том, что начиная с сентября 1918 года («красный террор» был объявлен 5 сентября 1918 года) каждую ночь со стороны Петропавловской крепости они слышали беспорядочные выстрелы и короткие пулемётные очереди. Заячий остров является местом захоронения расстрелянных заложников. Имеются свидетельства современников, что в январе 1919 года в братской могиле на территории крепости «у стены» были захоронены семнадцать тел, в том числе четверо великих князей — Дмитрий Константинович, Николай Михайлович, Георгий Михайлович и Павел Александрович, казнённых как заложники в ответ на убийство Розы Люксембург и Карла Либкнехта в Германии (Расстрел великих князей в Петропавловской крепости).
В 1924 году бастион был передан Музею Революции, а в 1954 году — Государственному музею истории Ленинграда. В декабре 2008 года после многолетнего перерыва была открыта обновлённая экспозиция в бывшей тюрьме Трубецкого бастиона, где впервые представлен советский период истории тюрьмы.